# Platysporoides punctiformis
Platysporoides punctiformis är en svampart som först beskrevs av Niessl, och fick sitt nu gällande namn av Shoemaker & C.E. Babc. 1992. Platysporoides punctiformis ingår i släktet Platysporoides och familjen Pleosporaceae.   Inga underarter finns listade i Catalogue of Life.